# قطع شطرنج

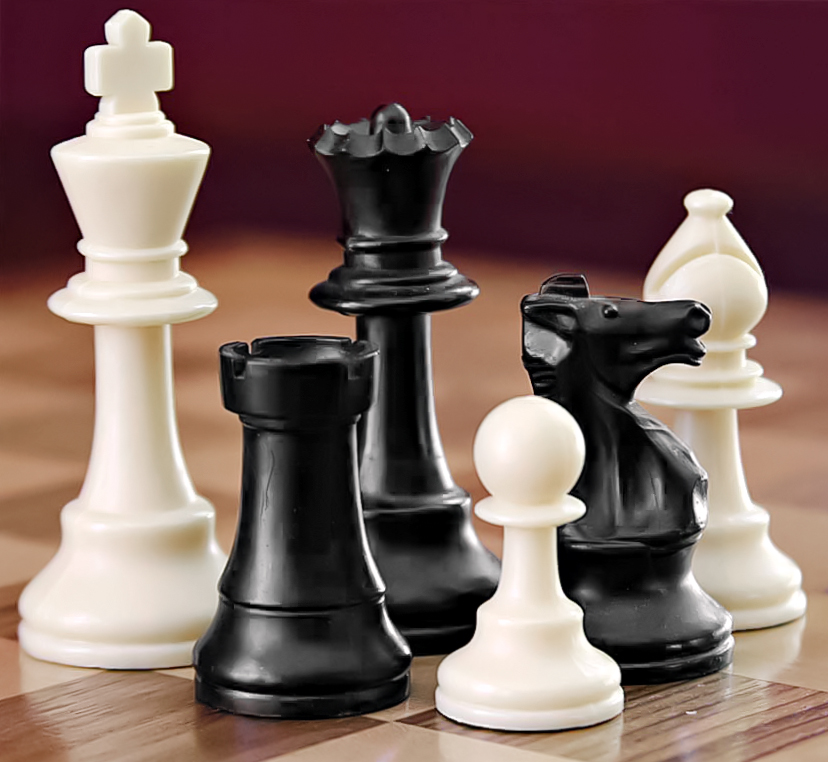
الشكل التقليدي لقطع الشطرنج

تتكون قطع الشطرنج بالإجمال من اثنين وثلاثين قطعة تقسم إلى مجموعتين متماثلتين الأولى بلون فاتح (الأبيض عادة) والأخرى بلون غامق (الأسود عادة) ويبدأ باللعب صاحب اللون الفاتح وتتكون كل مجموعة من:
- 1 ملك (شاه)
- 1 وزير (ملكة)
- 2 رخ (قلعة)
- 2 فيل (اسقف حسب الترجمة الحرفية من اللغة الإنكليزية)
- 2 حصان(فرس)
- 8 جندي (بيدق)

## الجندي

يستطيع البيدق أسر أي قطعة موجودة على المربعات التي فيها نقاط حمراء

أو البيدق هو أضعف قطعة في لعبة الشطرنج واكثرها عدداً كما أنه وحدة قياس قوة القطع الباقية فقوته 1. ويبدأ كل لاعب اللعبة بعدد 8 قطع توضع بجانب بعضها في الصف الثاني من جهة اللاعب.

### حركة البيدق
يتحرك البيدق مربع واحد في اتجاه واحد إلى الامام، ولا يستطيع الرجوع إلى الخلف خلافا لباقي القطع. يمكن لكل بيدق (لكن لا يشترط) في أول حركة له ان يتحرك مربعين إلى الامام، بشرط خلو هذه المربعات من أي قطعة.

### الاسر
يستطيع البيدق ان يأسر أي قطعة تقع في الاتجاه القطري له يمينا أو شمالا.
الأسر بالتجاوز: عندما يتحرك الجندي مربعين في أول حركة له من مربعه الأصلي يستطيع جندي الخصم الموجود في الصف الخامس أن يأسره كما لو أنه تحرك مربع واحد فقط. ولكن هذه الفرصة تتاح مرة واحدة فقط لكل بيدق فالأسر بالتجاوز إما أن يتم فور تحرك جندي الخصم مربعين إلى الأمام أو لا يتم بعد ذلك.

## الحصان

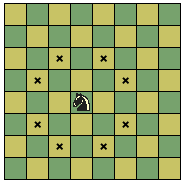
الأماكن التي يمكن للحصان أن يصل إليها

أو الفرس. كل لاعب لديه حصانان يتمركزان بين الفيل والقلعة أي في المربع الثاني والسابع من الصف الأول لجهة اللاعب. ويعادل الحصان ثلاثة بيادق في قوته بسبب عدم قدرته على قطع مسافات طويلة. والحصان هو القطعة الوحيدة التي يمكنها القفز فوق القطع الأخرى.

### حركة الحصان
يتحرك الحصان ثلاثة مربعات في كل مرة: مربعان في أحد الاتجاهات ثم مربع جانبي بشكل يشابه حرف L. ويأسر في المربع الذي يقف عليه.

## الفيل

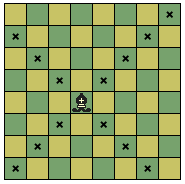
الأماكن التي يمكن للفيل أن يصل إليها

الفيل هو أحد القطع القوية في لعبة الشطرنج، يبتديء كل لاعب في بداية اللعبة بفيلين. ويكون موقع الأول على الرقعة في البداية بين الوزير أو الملكة والحصان ويسمى فيل الوزير أو فيل الملكة ويكون موقع الثاني بين الملك والحصان ويسمى فيل الملك.

### حركة الفيل
يتحرك الفيل على الرقعة بشكل قطري في كافة الاتجاهات ولا يمكنه القفز فوق القطع الأخرى. ويأسر القطع المعادية بالحلول محلها. ومع أن الفيل من القطع القوية إلا أنه يعادل ثلاثة بيادق في قوته بسبب حركة الفيل القطرية فهو لا يستطيع الانتقال من مربع فاتح أو أبيض إلى مربع غامق أو أسود أو بالعكس وبالتالي فهو يستطيع الوصول إلى 32 مربع فقط في الرقعة.

### الفيل أم الحصان
تتم عادة مقارنة الفيل بالحصان، فكلاهما متساويان في القوة والقيمة، ولكن تبرز أفضلية أحدهما على الآخر حسب الموقف ووضع اللعبة، يتميز الفيل عن الحصان عادة في أواخر أو نهاية اللعبة؛ حيث يكون قد تم أسر العديد من القطع وتكون الرقعة بها مساحات فارغة تمكن الفيل من التحرك بحرية عبر الرقعة وتغطية أعداد كبيرة من المربعات، أما في المراحل الأولى من اللعبة فإن الحصان تبرز له الأفضلية لقدرته على القفز فوق القطع. وعموما فإنه من ناحية إستراتيجية يعتبر الحفاظ على الفيلين واللعب بهما أفضل وأقوى من اللعب بفيل وحصان، نتيجة لكون الفيلين بإمكانهما تغطية عمودين كاملين من الصفوف المتجاورة فيمكنهما من الفوز باللعبة بكش مات بدون أي مساعدة من قطعة أخرى.

## الرخ

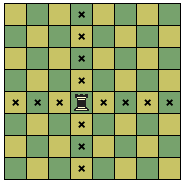
الأماكن التي يمكن للقلعة أن يصل إليها

أو القلعة هي قطعة قوية في لعبة الشطرنج. وفي بداية اللعبة يكون لكل لاعب رخان يوضعان على زاويتا الرقعة من جهة اللاعب. يعادل الرخ خمسة بيادق في قوتها بسبب قدرتها على تغطية أسطر أو أعمدة كاملة على الرقعة.

### حركة الرخ
يتحرك الرخ بحركة شاقولية أو أفقية بمجال مفتوح طالما أنه لا يوجد أي قطعة في طريقها.

## الوزير

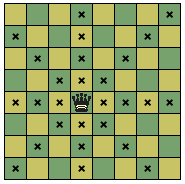
الأماكن التي يمكن للوزير أن يصل إليها

أو الملكة وهو أهم قطعة على الإطلاق بعد الملك حيث يعادل في قوته تسعة بيادق ويعتبر من القطع الاستراتيجية حيث تزداد أهميته خصوصا في المراحل الأخيرة من اللعب حيث يوجد عدد قليل من القطع ومساحات فارغة كبيرة يستطيع الوزير أن يسيطر عليها. يتموضع الوزير في بداية اللعبة بجانب الملك على مربع يتناسب مع لونه فالوزير الأبيض أو الفاتح يجب أن يكون على المربع الأبيض أو الفاتح والوزير الأسود أو الغامق على المربع الأسود أو الغامق.

### حركة الوزير
يستطيع الوزير أن يتحرك بأي اتجاه مستقيم أي شاقوليا أو عاموديا أو قطريا الأمر الذي يمنحه تحكماً كبيراً على الرقعة.

## الملك

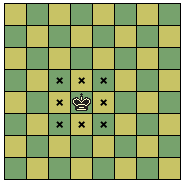
الأماكن التي يمكن للملك أن يصل إليها

أو الشاه وهو القطعة الأهم على رقعة الشطرنج حيث بأسره تنتهي اللعبة لصالح الآسر لذا يمكن تعتبر قوته عدد لا نهائي من البيادق ويتموضع في بداية اللعبة بالقرب من الوزير وعلى مربع يعاكس لونه فالملك الأبيض أو الفاتح يجب أن يكون على المربع الأسود أو الغامق والملك الأسود أو الغامق على المربع الأبيض أو الفاتح.ولكن لا يمكن أسر الملك مباشرة وإنما ينبغي على المنافس أن يضع الملك تحت التهديد وأن لا يسمح للمنافس بأن يقوم بأي خطوة قانونية تبعد التهديد عن الملك وتسمى هذه الحالة كش مات (بالإنجليزية: Checkmate)‏ وبهذا تنتهي اللعبة أما إن كان للاعب صاحب الملك المهدد أي حركة قانونية تبعد الملك عن التهديد فتسمى هذه الحالة كش ملك (أو كش شاه) (بالإنجليزية: Check)‏ ويجب على اللاعب صاحب الملك المهدد ان يقوم بإبعاد الملك عن التهديد قبل القيام بأي حركة أخرى.

### حركة الملك

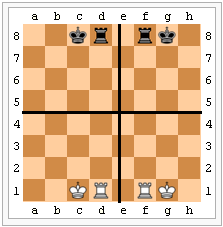
شكل يوضع وضع الملك مع القلعة لكل من الأبيض والأسود بعد التبييت

يستطيع الملك في الحالة العادية التحرك بأي اتجاه وبمقدار مربع واحد فقط شريطة أن لا يكون هذه المربع تحت التهديد من أي قطعة من قطع الخصم.
وللملك حركة خاصة تسمى التبييت (بالإنجليزية: Castling)‏ وهي تحرك الملك بمقدار مربعين باتجاه إحدى القلعتين وتحل القلعة التي تحرك الملك باتجاهها بالقرب من الملك من جهة تحركه الأساسية وإذا تم التبييت مع القلعة التي من جهة الملك فيسمى تبييت قصير أما إذا تم مع القلعة الأخرى فيسمى تبييت طويل, ولكن لهذه الحركة شروط لا بد من توفرها هي:
1. كل من الملك والقلعة التي يتم معها التبييت لم يتحركا قبل ذلك.
2. أن تكون المربعات التي بينهما خالية من أي قطعة سواءً كانت من قطع اللاعب أو الخصم.
3. أن لا يكون الملك تحت التهديد عند التبييت.
4. أن لا يكون الموقع الذي سينتقل إليه الملك مهدداً.
5. أن لا يكون المربع الذي سوف تكون فيه القلعة مهدداً.

## قيم القطع
لكل قطعة في الشطرنج قيمة ولهذا يجب على اللاعب معرفة قيم قطع الشطرنج جيداً حتى يضحي بالقطع من أجل الفوز أو مبادلة القطع بشكل جيد. 
- البيدق = نقطة واحدة
- الحصان = 3 نقاط
- الفيل = 3 نقاط
- الرخ = 5 نقاط
- الوزير = 9 نقاط

## معرض صور

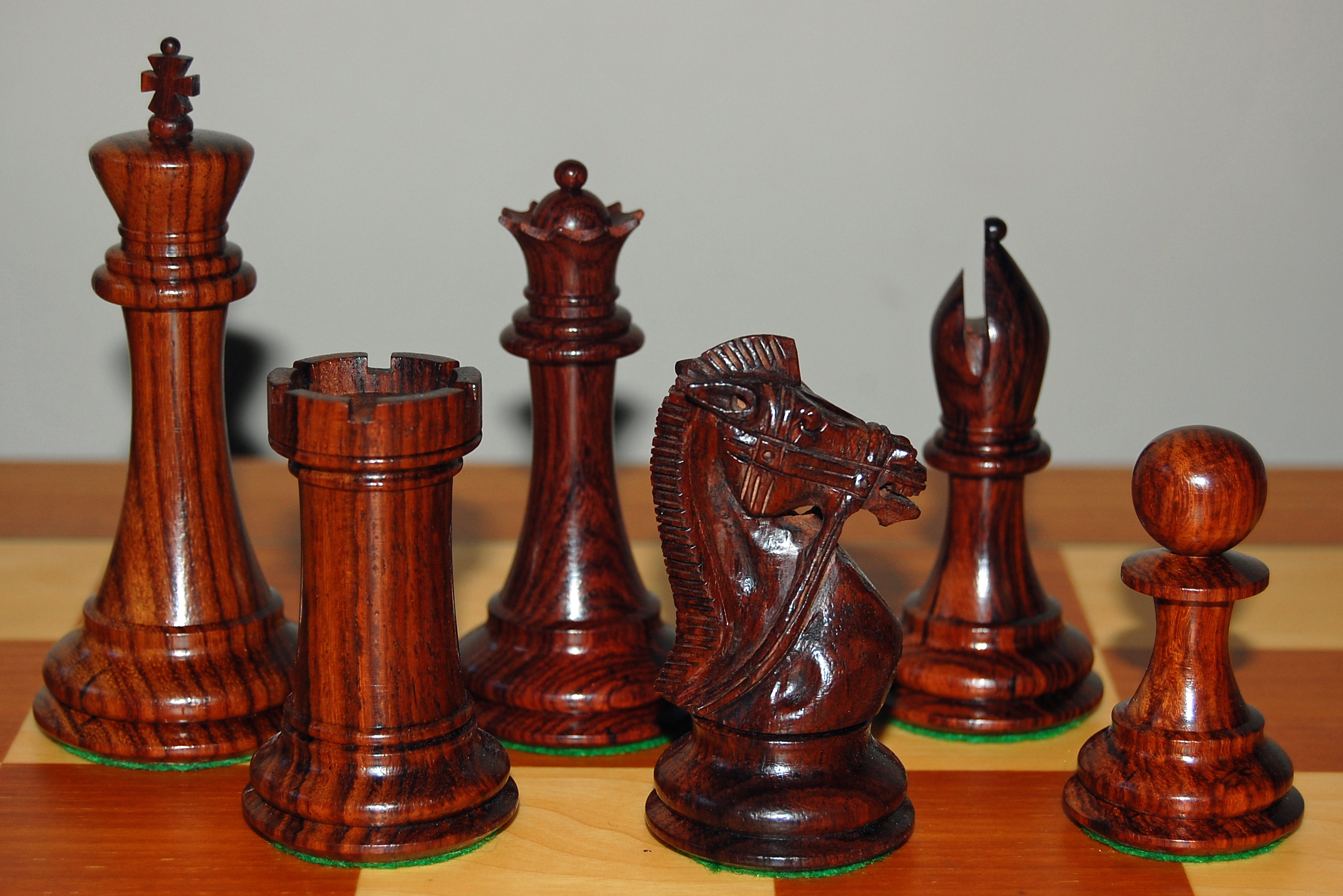
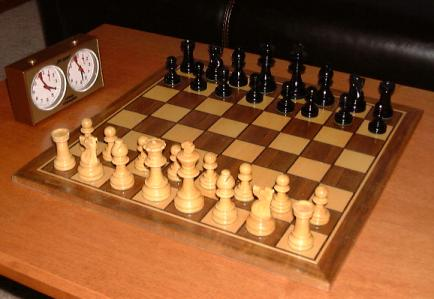
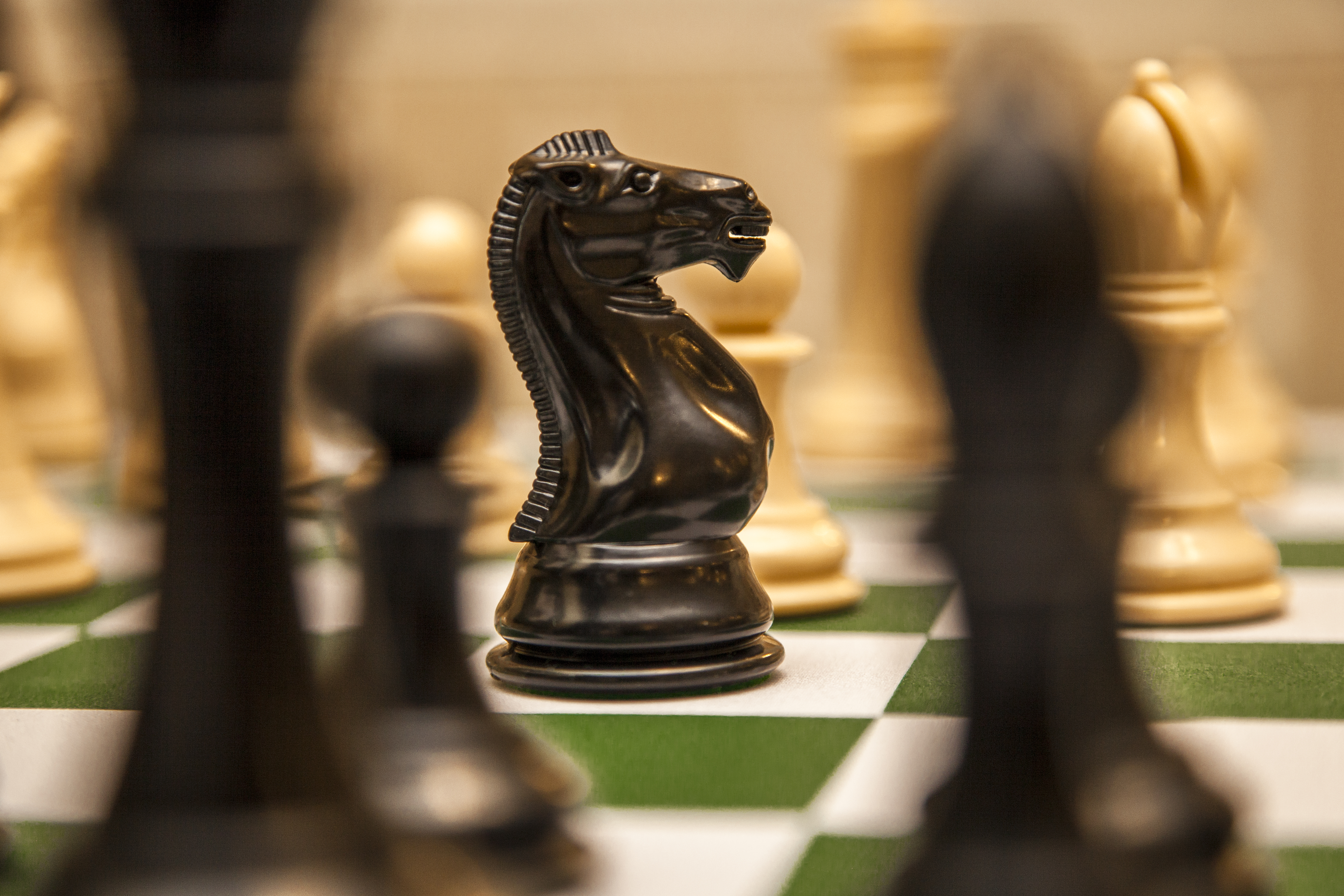
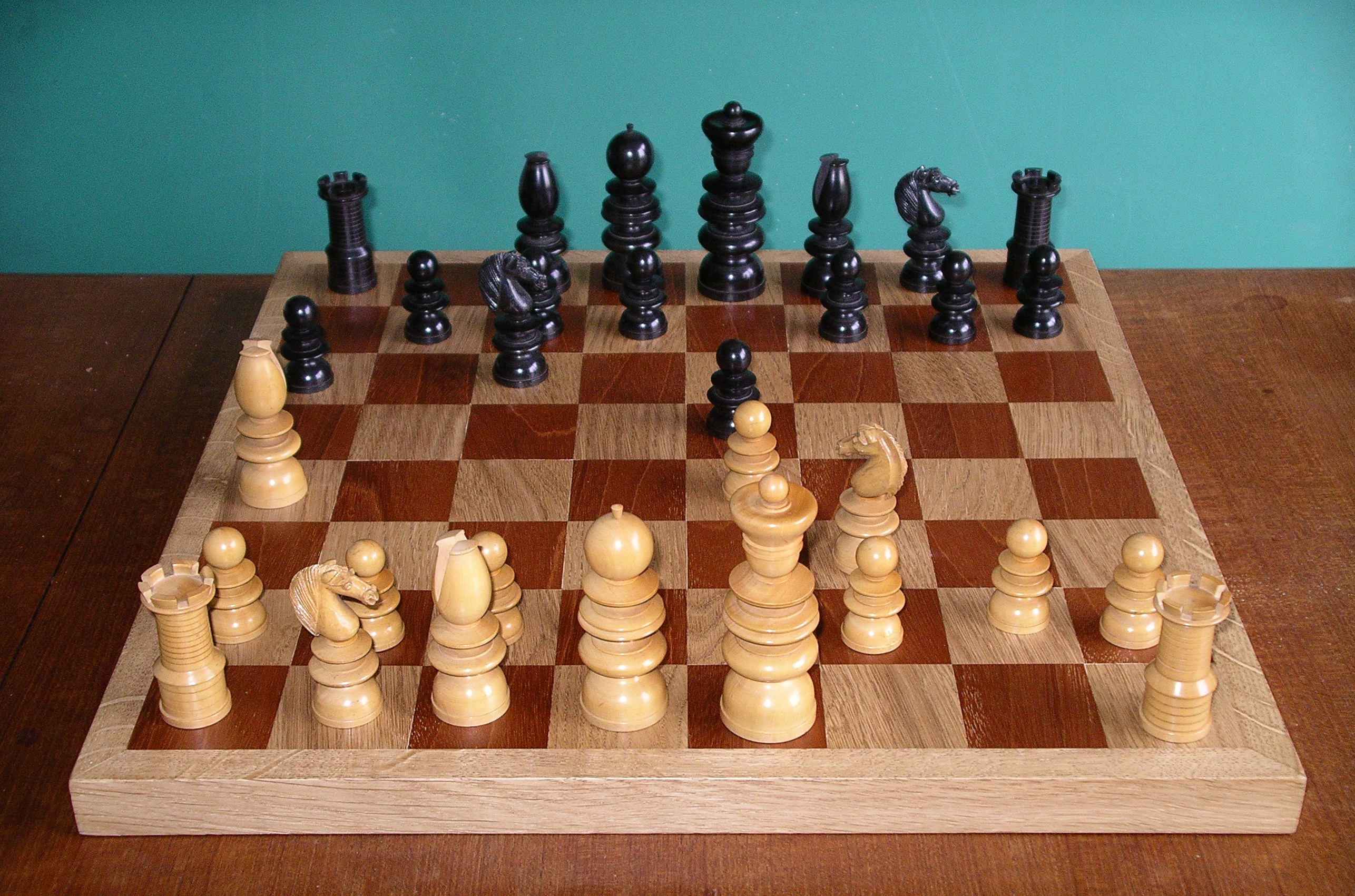

## أسماء القطع بلغات متعددة
|                                    | ملك                         | وزير                       | رخ                                          | فيل                         | حصان                 | بيدق                    |
| ---------------------------------- | --------------------------- | -------------------------- | ------------------------------------------- | --------------------------- | -------------------- | ----------------------- |
| القطع                              |                             |                            |                                             |                             |                      |                         |
| يونيكود                            | ♔ ♚                         | ♕ ♛                        | ♖ ♜                                         | ♗ ♝                         | ♘ ♞                  | ♙ ♟                     |
| Albanisch                          | M Mbret                     | M Mbretëreshë              | T Top                                       | O Oficier                   | K Kal                | Pion                    |
| Arabisch/العربية                   | ملك (malek) König           | وزير (wazīr) Minister      | رخ (rẖ) Festung                             | فيل (fīl) Elefant           | حصان (husān) Pferd   | جندي (dschundī) Soldat  |
| Bulgarisch                         | Ц Цар (Zar)                 | Д Дама (Dama)              | Т Топ (Top)                                 | О Офицер (Ofizer)           | К Кон (Kon)          | П Пешка (Peschka)       |
| Dänisch                            | K Konge                     | D Dronning                 | T Tårn                                      | L Løber                     | S Springer           | Bonde                   |
| Deutsch                            | K König                     | D Dame                     | T Turm                                      | L Läufer                    | S Springer           | Bauer                   |
| Englisch & Internationale Notation | K King König                | Q Queen Königin            | R Rook phon. von „Ruch“ (pers. Streitwagen) | B Bishop Bischof            | N Knight Ritter      | Pawn (urspr.) Fußsoldat |
| Esperanto                          | R Reĝo                      | D Damo                     | T Turo                                      | K Kuriero                   | Ĉ Ĉevalo             | Peono                   |
| Estnisch                           | K Kuningas                  | L Lipp                     | V Vanker                                    | O Oda                       | R Ratsu              | Ettur                   |
| Farsi                              | ش شاه (schāh)               | وزیر (wazir)               | رخ (ruch)                                   | فیل (fil)                   | اسب (asb)            | سرباز (sarbāz)          |
| Finnisch                           | K Kuningas                  | D Kuningatar oder Daami    | T Torni                                     | L Lähetti                   | R Ratsu oder Hevonen | Sotilas                 |
| Französisch                        | R Roi König                 | D Dame Dame                | T Tour Turm                                 | F Fou Narr                  | C Cavalier Reiter    | Pion Bauer              |
| Griechisch                         | Ρ Βασιλιάς (Basilias)       | Β Βασίλισσα (Basilissa)    | Π Πύργος (Pyrgos)                           | Α Αξιωματικός (Axiomatikos) | Ι Ίππος (Hippos)     | Πιόνι (Pioni)           |
| Kroatisch                          | K Kralj                     | D Dama                     | T Top                                       | L Lovac                     | S Skakač             | Pješak                  |
| Indonesisch                        | R raja                      | M menteri                  | B benteng                                   | G gaja                      | K kuda               | pion                    |
| Isländisch                         | K Kóngur                    | D Drottning                | H Hrókur                                    | B Biskup                    | R Riddari            | Peð                     |
| Italienisch                        | R Re                        | D Donna                    | T Torre                                     | A Alfiere Bannerträger      | C Cavallo            | Pedone Fußsoldat        |
| Lettisch                           | K Kungs                     | D Dama                     | T Tornis                                    | L Laidnis                   | Z Zirgs              | Bandinieks              |
| Mazedonisch                        | K Крал                      | D Дама                     | T Топ                                       | L Ловец                     | S Коњ                | Пешак                   |
| Niederländisch                     | K Koning                    | D Dame                     | T Toren                                     | L Loper                     | P Paard              | Pion                    |
| Norwegisch                         | K Konge                     | D Dronning                 | T Tårn                                      | L Løper                     | S Springer           | Bonde                   |
| Plattdeutsch                       | K König                     | D Daam                     | T Toorn                                     | L Löper                     | P Peerd              | Buer                    |
| Polnisch                           | K Król                      | H Hetman                   | W Wieża                                     | G Goniec                    | S Skoczek            | Pion                    |
| Portugiesisch                      | R Rei                       | D Dama oder Rainha         | T Torre                                     | B Bispo                     | C Cavalo             | Peão                    |
| Rumänisch                          | R Rege                      | D Damă oder Regină         | T Turn                                      | N Nebun                     | C Cal                | Pion                    |
| Russisch                           | Кр Король (Kr Korol') König | Ф Ферзь (F Fers') Feldherr | Л Ладья (L Ladja) Kahn                      | С Слон (S Slon) Elefant     | К Конь (K Kon') Ross | Пешка (Peschka)         |
| Schwedisch                         | K Kung                      | D Dam oder Drottning       | T Torn                                      | L Löpare                    | S Springare          | Bonde                   |
| Serbisch                           | Краљ (Kralj)                | Краљица (Kraljica)         | Топ (Top)                                   | Ловац (Lovac)               | Скакач (Skakač)      | Пешак (Pešak)           |
| Spanisch                           | R Rey König                 | D Dama Dame                | T Torre Turm                                | A Alfil Läufer              | C Caballo Pferd      | Peón Hilfsarbeiter      |
| Tschechisch                        | K Král                      | D Dáma                     | V Věž                                       | S Střelec                   | J Jezdec             | Pěšec                   |
| Türkisch                           | S Şah Shah                  | V Vezir Minister           | K Kale Burg                                 | F Fil Elefant               | A At Pferd           | Piyon                   |
| Ungarisch                          | K Király                    | V Vezér                    | B Bástya                                    | F Futó                      | H Huszár             | Gyalog                  |